# Victoria Dilfer
Victoria Belle Dilfer, coniugata Stringer (San Jose, 26 febbraio 1999), è una pallavolista statunitense, palleggiatrice delle Columbus Fury.

## Biografia
È figlia dell'ex giocatore di football americano Trent Dilfer.

## Carriera

### Club
La carriera di Victoria Dilfer inizia nei tornei scolastici californiani, giocando con la Valley Christian HS. Dopo il diploma gioca a livello universitario in NCAA Division I: dal 2017 al 2018 fa parte della Texas Christian, prima di trasferirsi alla Louisville, dove gioca dal 2019 al 2021, raggiungendo la Final-4 durante il suo ultimo anno e ricevendo diversi riconoscimenti inidividuali.
Nel 2022 fa il suo debutto nella pallavolo professionistica disputando la seconda edizione dell'Athletes Unlimited, mentre per la stagione 2022-23 approda nella Serie A1 italiana con la Wealth Planet Perugia: nel dicembre 2022, dopo essersi infortunata, rescinde consensualmente il contratto con la formazione umbra per poter proseguire il percorso riabilitativo in patria. Rientra in campo disputando la Liga de Voleibol Superior Femenino 2023 con le Pinkin de Corozal, conquistando lo scudetto e venendo insignita dei premi come MVP delle finali e miglior palleggiatrice.
Successivamente partecipa alla Pro Volleyball Federation 2024 con le Atlanta Vibe, trasferendosi nel corso dell'annata alle Columbus Fury.

### Nazionale
Nel 2019 fa parte della selezione statunitense impegnata alla XXX Universiade.
Nel 2022 fa il suo esordio in nazionale maggiore in occasione della Coppa panamericana, dove vince la medaglia di bronzo, a cui fa seguito la vittoria dell'argento alla NORCECA Final Six.

## Palmarès

### Club
- Campionato portoricano: 1

2023

### Nazionale (competizioni minori)
- Coppa panamericana 2022
- NORCECA Final Six 2022

### Premi individuali
- 2019 - NCAA Division I: Austin Regional All-Tournament Team
- 2020 - All-America Third Team
- 2021 - All-America First Team
- 2021 - NCAA Division I: Louisville Regional MVP
- 2023 - Liga de Voleibol Superior Femenino: MVP della finale
- 2023 - Liga de Voleibol Superior Femenino: Miglior palleggiatrice